# 한복선
한복선(1949년 10월 23일 ~ )은 대한민국의 요리 연구가이다. 궁중음식 연구가인 황혜성 교수의 차녀로 태어나 한양대학교 식품영양학과와 경기대학교 외식산업경영학과 석사과정을 졸업했다. 조선왕조 궁중음식 기능이수자이며 한복선 식문화연구원과 한F&B HOLDINGS 을 운영하고 있다.

## 가족 관계
한복선씨의 맏딸 정라나씨는 현재 경희대학교 호텔관광대학교 조리.서비스경영학과에서 부교수로 재직중이다.

## CF
- 1989년 애경산업 트리오 (박원숙)

## 저서
- 매콤 달콤 새콤 12가지 양념 66가지 요리 (2007)
- 양념 요리 : Sense Cooking (2004)
- 한복선의 엄마와 아기를 위한 태교음식(2001)
- 한복선의 요즘 뜨는 요리 (1999)
- 한복선의 김치요리 (1999)
- 내가 만든 예쁜 빵 & 쿠키 (1999)
- 우리집 반찬 : 조림, 볶음, 무침 (1997)
- 수험생.어린이.직장인을 위한 영양만점 도시락. 간식 (1989)